# Boonkerd Chaiyasin
Boonkerd Chaiyasin (tiếng Thái: บุญเกิด ไชยสิน, sinh ngày 9 tháng 1 năm 1996), còn được biết với tên đơn giản Tep (tiếng Thái: เทพ) là một cầu thủ bóng đá người Thái Lan thi đấu ở vị trí tiền đạo cho câu lạc bộ ở Thai League 2 Krabi.